# Rio Paraim
O Rio Paraim  também conhecido como praim, é um curso de água que banha o sul do estado do Piauí, no Brasil. É afluente do Rio Gurgueia. Sua nascente localiza-se na cidade de Corrente, e sua foz na cidade de Redenção do Gurguéia. Um dos seus principais afluentes é o rio Corrente, cuja confluência ocorre nas proximidades do município de Parnaguá.
O rio Paraim sofreu com o desmatamento desenfreado e se continuar a degração de sua bacia ele corre risco de desaparecer, trazendo sérios problemas para os municípios do sul do estado do Piauí e, também para maior lagoa do estado, a lagoa de Parnaguá.